# ترکش (کمانداری)
ترکش، یا تیرکش، کیسه‌ای است که کمانداران تیرهای خود را در آن حمل می‌کنند. این کیسه در گذشته از جنس چرم بود و ترکش دوزی در کنار دیگر کارهای چرمی یکی از پیشه‌های رایج در بازارها بوده است.
در ورزش کمانداری و شکار با کمان امروز ترکش‌ها از پلاستیک یا از منسوجات مصنوعی ساخته می‌شود.

## نگارخانه

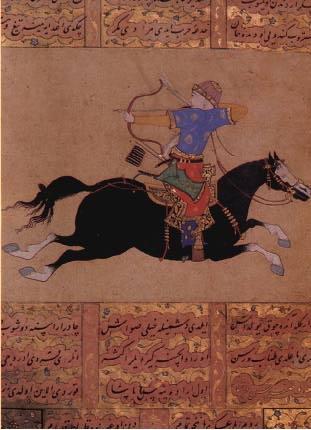
یک امپراتوری عثمانی با یک کمربند خمیده عقب طراحی شده برای تیراندازی با کمان
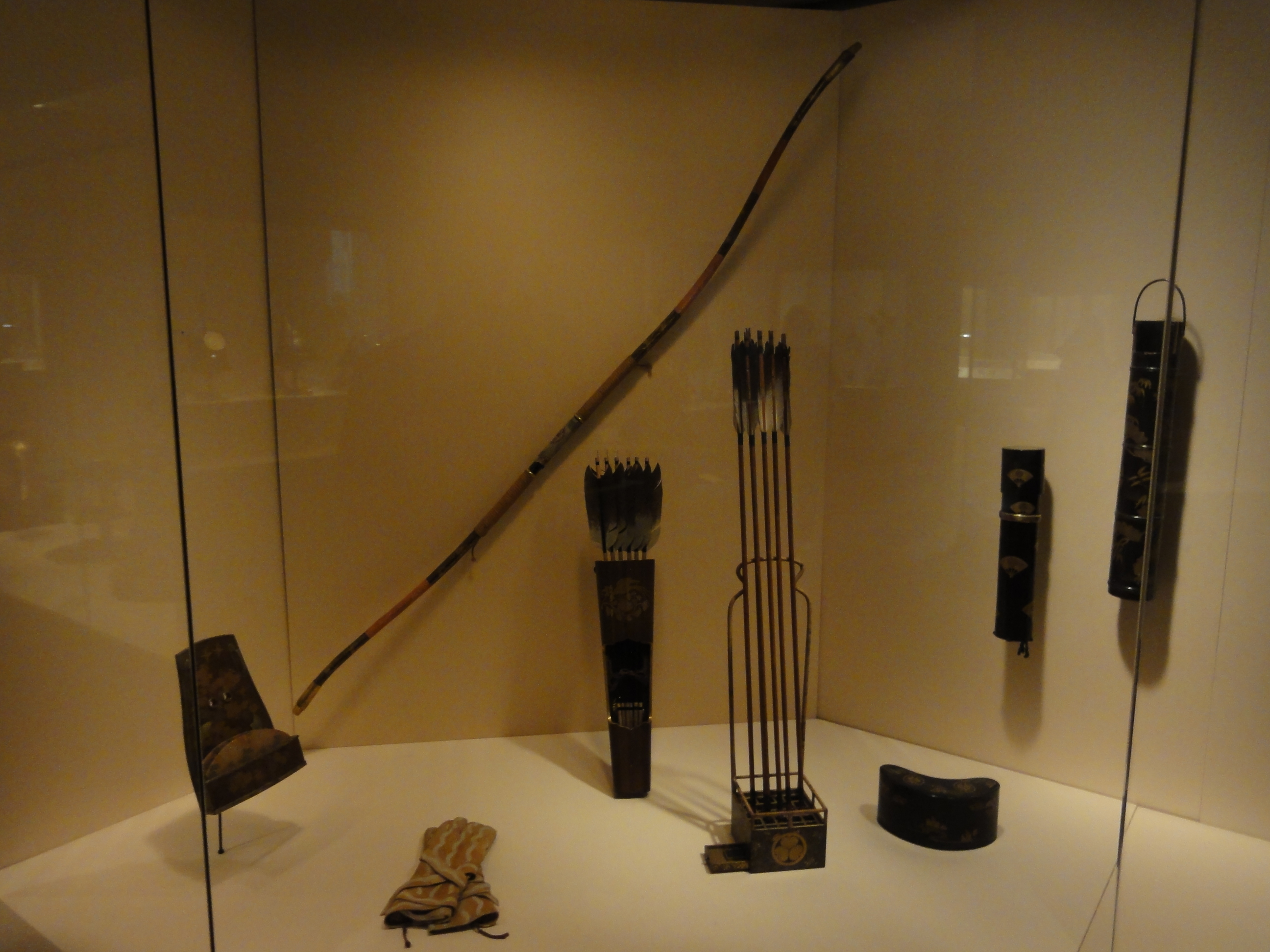
تجهیزات تیراندازی با کمان ژاپنی شامل انواع کوک
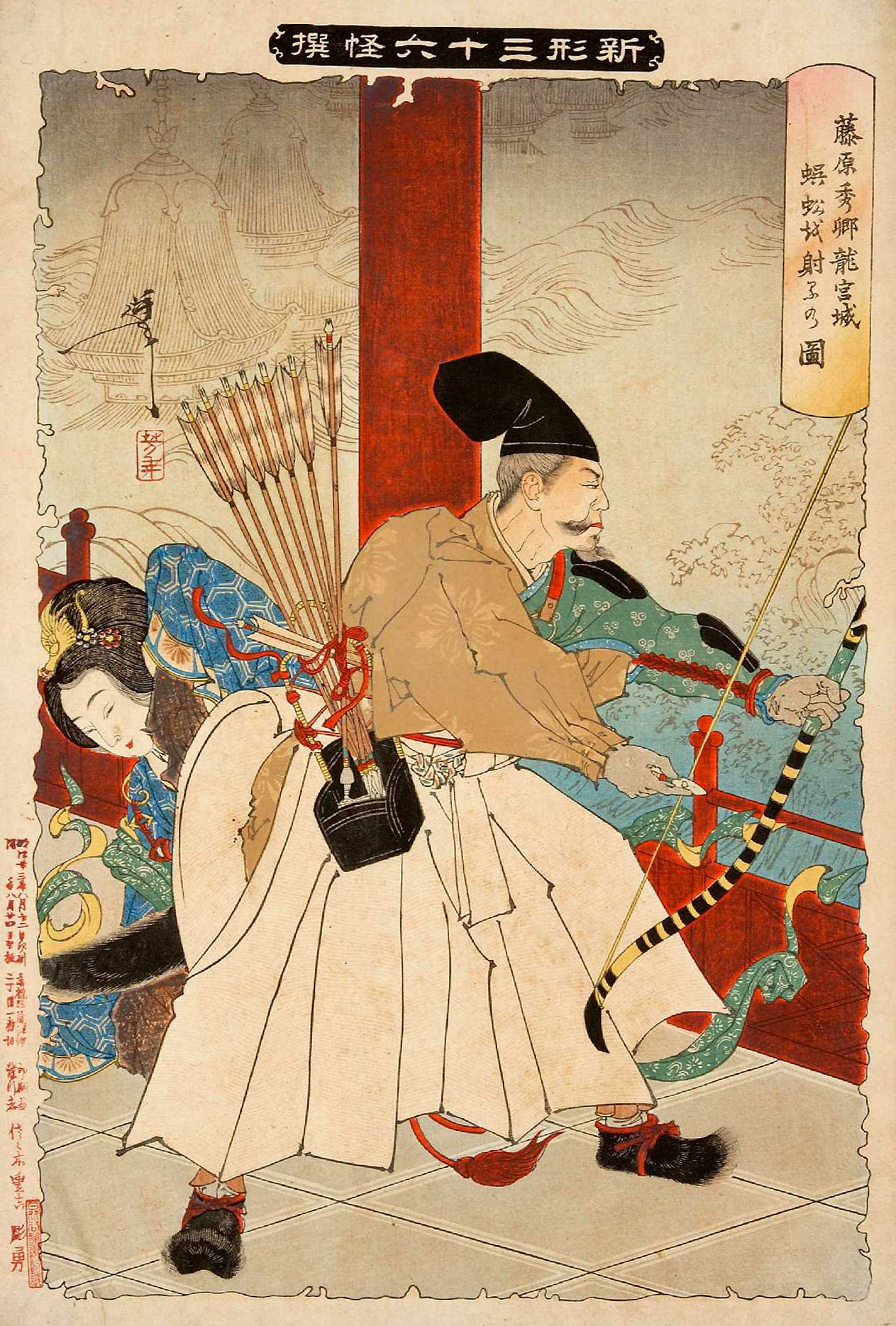
فوجیوارا نو هیدساتو در حال شلیک به صدپا غول پیکر (یوشی‌توشی،  ۱۸۹۰)